# Liste von Eyüp-Sultan-Moscheen
Eyüp-Sultan-Moschee (türkisch Eyüp Sultan Camii) ist der Name folgender Moscheen:

## Eyüp-Sultan-Moscheen in deutschsprachigen Ländern

### Deutschland
- Eyüp-Sultan-Moschee, Große Werlstr. 27, 59077 Hamm (Islamische Gemeinschaft Millî Görüş)
- Eyüp-Sultan-Moschee Berlin, Lindower Straße, Berlin
- Eyüp-Sultan-Bahçe-Moschee, Hammersbecker Straße, Bremen-Vegesack[1]
- Eyüp-Sultan-Moschee Dortmund, Haydnstraße, Dortmund[2]
- Eyüp-Sultan-Moschee, Schlagfeldstraße 48, Dreieich-Sprendlingen (DITIB)
- Eyüp-Sultan-Moschee Duisburg, Atroper Straße, Duisburg[2]
- Eyüp-Sultan-Moschee Duisburg, Ehinger Straße, Duisburg[2]
- Eyüp-Sultan-Moschee Emden
- Eyüp-Sultan-Moschee Erlangen
- Eyüp-Sultan-Moschee Frankenberg, Adalbert-Stifter-Str. 26, Frankenberg[3]
- Eyüp-Sultan-Moschee Frankfurt, Mittelseestraße, Frankfurt am Main
- Eyüp-Sultan-Moschee Höchst, Emmerich-Josef-Straße, Frankfurt-Höchst (DITIB)
- Eyüp-Sultan-Moschee, Augsburger Straße, Gersthofen
- Eyüb-Sultan-Moschee Hamburg, Knoopstraße, Hamburg-Harburg
- Eyüb-Sultan-Moschee Ibbenbüren, Ledder Straße, Ibbenbüren, März 1993
- Eyüp-Sultan-Moschee Dernegi, Victorstraße, Köln[2]
- Eyüb-Sultan-Moschee Kalk, Peter-Stühlen-Straße, Köln-Kalk
- Eyüb-Sultan-Moschee Kamen
- Eyüb-Sultan-Moschee Mühldorf, Kaiser-Ludwig-Straße, Mühldorf am Inn
- Eyüp-Sultan-Moschee, Ampfingerstraße, Berg am Laim, München (IGMG)
- Eyüp-Sultan-Moschee Norderstedt, In de Tarpen, Norderstedt
- Eyüp-Sultan-Moschee Nürnberg, Kurfürstenstraße, Nürnberg (DITIB)[4]
- Eyüp-Sultan-Moschee Olpe, Siegener Straße, Olpe
- Eyüp-Sultan-Moschee Peine, Braunschweiger Straße, Peine (DITIB)[5]
- Eyüp-Sultan-Moschee St. Ingbert, Kaiserstraße, St. Ingbert
- Eyüp-Sultan-Moschee Viernheim, Fritz-Haber-Straße, Viernheim
- Eyüp-Sultan Moschee Wanheim, Ehinger Straße, Wanheim
- Eyüp-Sultan-Moschee Wolfsburg, Heinrich-Nordhoff-Str. 79, Wolfsburg (DITIB)
- Eyüp-Sultan-Moschee Weil am Rhein, Tullastraße 48, Weil am Rhein (DITIB)
- Eyüp-Sultan Moschee Werdohl, Freiheitstraße 30, Werdohl (DITIB)

### Österreich
- Eyüp-Sultan-Moschee Telfs

### Schweiz
- Eyüp-Sultan-Moschee Ecublens

## Eyüp-Sultan-Moscheen in weiteren Ländern

### Frankreich
- Eyüp-Sultan-Moschee Straßburg

### Türkei
- Eyüp-Sultan-Moschee Istanbul